# Drone – This Is No Game!
Drone – This Is No Game! ist ein Dokumentarfilm der norwegischen Dokumentarfilmerin Tonje Hessen Schei aus dem Jahr 2016.
Am Beispiel der ehemaligen Drohnenpiloten Brandon Bryant und Michael Haas schildert sie, wie die CIA gezielt Videospiel-Talente akquiriert und sie im Bombenabwurf per Fernsteuerung ausbildet. Im Film wird argumentiert, die Tötungen ohne Gerichtsverhandlungen durch Drohnen trage zur Rekrutierung von Terroristen bei. Eine frühere Fassung des Films wurde 2015 mehrfach auf namhaften Festivals ausgezeichnet. Beim Bergen International Film Festival erhielt er den „Best Documentary Award“ und den „Human Rights Award“. Bei den Awards der Cinema for Peace Foundation in Berlin wurde er zur „Most Valuable Documentary of the Year“ gewählt. Beim San Sebastián Human Rights Film Festival erhielten die Macher der Dokumentation den „Amnesty International Award“.